# Обсада на Овеч
Обсадата на Овечката крепост е военно сражение по време на Варненския кръстоносен поход през 1444 г. в дн. Провадия, България. Най-подробно описание на обсадата и превземането на Овечката крепост от е оставил минезингерът Михаел Бехайм. Съпоставянето на историческите с археологическите данни е довело изследователите до заключението, че крепостта е превзета от кръстоносците на 5 ноември 1444 г. и целесъобразно е разрушена от тях на 6 ноември 1444 г.

## Предистория
Въпреки добрите условия на Одринския мирен договор, Владислав III е подтикнат да поднови военната си кампания на изток от кардинал Джулиано Чезарини, писмата на обединения християнски флот и на византийския император Йоан VIII Палеолог. Владислав III получава подкрепата на Янош Хуняди, след като му обещава да стане крал на България в края на кампанията. Джулиано Чезарини освобождава християните от дадената им клетва за мир, което е актът, с който се благославя новото военно начинание.

## Сражение
Според писмените сведения, след превземането на Шуменската крепост в края на октомври 1444 г., кръстоносната армия на крал Владислав III продължава своя път на изток. Последователно християните преминават безпрепятствено през крепостите Мадара и Венчан, които са изоставени от своите гарнизони. На 4 ноември 1444 г. обединената християнска войска достига пред стените на крепостта Овеч, наричана в поемата на Бехайм Ташхисар и Щайнбург, в която са се стекли гарнизоните на околните крепости.
Според сведението на Бехайм, крепостта е завзета с пристъп. Съвсем в духа на епохата, кръстоносците проявяват алчност към богатства в завладяната с оръжие твърдина, но това е порицано от крал Владислав, който заповядва плячката да бъде изгорена. Счита се за вероятно при Овечката крепост кръстоносната армия да е получила писмото от кардинал Кондолмиери, с което той известява за успешното преминаване на османската войска през Проливите. Овечката крепост е разрушена от кръстоносците, които след това се насочват към Петрич кале.

## Последствия
Крепостта е възстановена от османците около 20 години по-късно и продължава да съществува през 1479 – 1480 г. Макар и със значително по-маловажни функции, Овечката твърдина най-вероятно функционира до XVI – XVII в.